# Cold Overton
Cold Overton är en by i civil parish Knossington and Cold Overton, i distriktet Melton, i grevskapet Leicestershire i England. Byn är belägen 11 km från Melton Mowbray. Cold Overton var en civil parish fram till 1936 när blev den en del av Knossington. Civil parish hade 133 invånare år 1931. Byn nämndes i Domedagsboken (Domesday Book) år 1086, och kallades då Ovretone.